# Manchester United WFC
O Manchester United Women Football Club é um clube de futebol profissional com sede em Leigh, Manchester, Inglaterra, que compete na FA Women's Super League, a principal divisão do futebol feminino inglês. O clube conquistou a promoção para a WSL ao final da temporada 2018–19, depois de ter jogado na Championship.

## História

### 1970–2001: Times Anteriores à Oficialização
Em 1921, a Football Association proibiu o futebol feminino em seus clubes, mas essa proibição foi levantada oficialmente em 1971.
Por volta de 1970, um grupo de torcedores do Stretford Enders formou um time não oficial chamado United Ladies of Manchester. Eles treinavam no centro de treinamento do Manchester United, o The Cliff, e jogavam partidas contra outros times femininos não oficiais. Matt Busby, na época treinador da equipe masculina, apoiava a iniciativa.
No final dos anos 1970, surgiu o Manchester United Supporters Club Ladies, que foi reconhecido informalmente como a equipe feminina principal do clube. Inicialmente, era um time de caridade que jogava partidas para arrecadar fundos e fez seu primeiro jogo em outubro de 1977. Em 1979, a equipe se juntou à Three Counties League e começou a competir oficialmente. Como a liga cobria uma área grande, o time pediu a criação de uma liga local. Em 1982, a Women's FA criou a Manchester & District League, e o Manchester United Supporters Club Ladies foi um dos membros fundadores, ganhando as três primeiras temporadas.
Em 1989, a Manchester & Merseyside League, a North West Women's League e a Three Counties League se uniram para formar a North West Women's Regional Football League. Esta liga tinha quatro divisões e 42 times. Na mesma época, a equipe pediu mais apoio formal ao Manchester United. O clube aceitou, e a equipe passou a se chamar Manchester United Ladies FC, com seus jogos sendo divulgados no programa do clube e a autorização para treinar no The Cliff. A equipe se tornou cada vez mais competitiva na FA Women's National League durante a década de 1990 até 2001.

### 2001–2005: Parceria e dissolução
É muito desapontador. O progresso do futebol feminino poderia ser realmente impulsionado se clubes profissionais apoiassem suas equipes femininas. É um golpe para o esporte que um grande clube como o Manchester United não vá mais fazer isso.

— Ray Kiddell, FA vice-chairman, 2005
Em 2001, o time estabeleceu uma parceria oficial com o Manchester United. No entanto, o clube começou a estagnar, com uma série de posições intermediárias na tabela da terceira divisão. A equipe foi desfeita quatro anos depois, em 2005, logo após a conclusão da compra do clube pelo empresário norte-americano Malcolm Glazer. A nova administração decidiu que o time feminino não fazia parte do "negócio principal" e era pouco lucrativo. Um porta-voz da mídia do Manchester United também afirmou que o clube queria focar na sua academia feminina em vez da equipe sênior.

### 2018 – presente: Equipe Atual

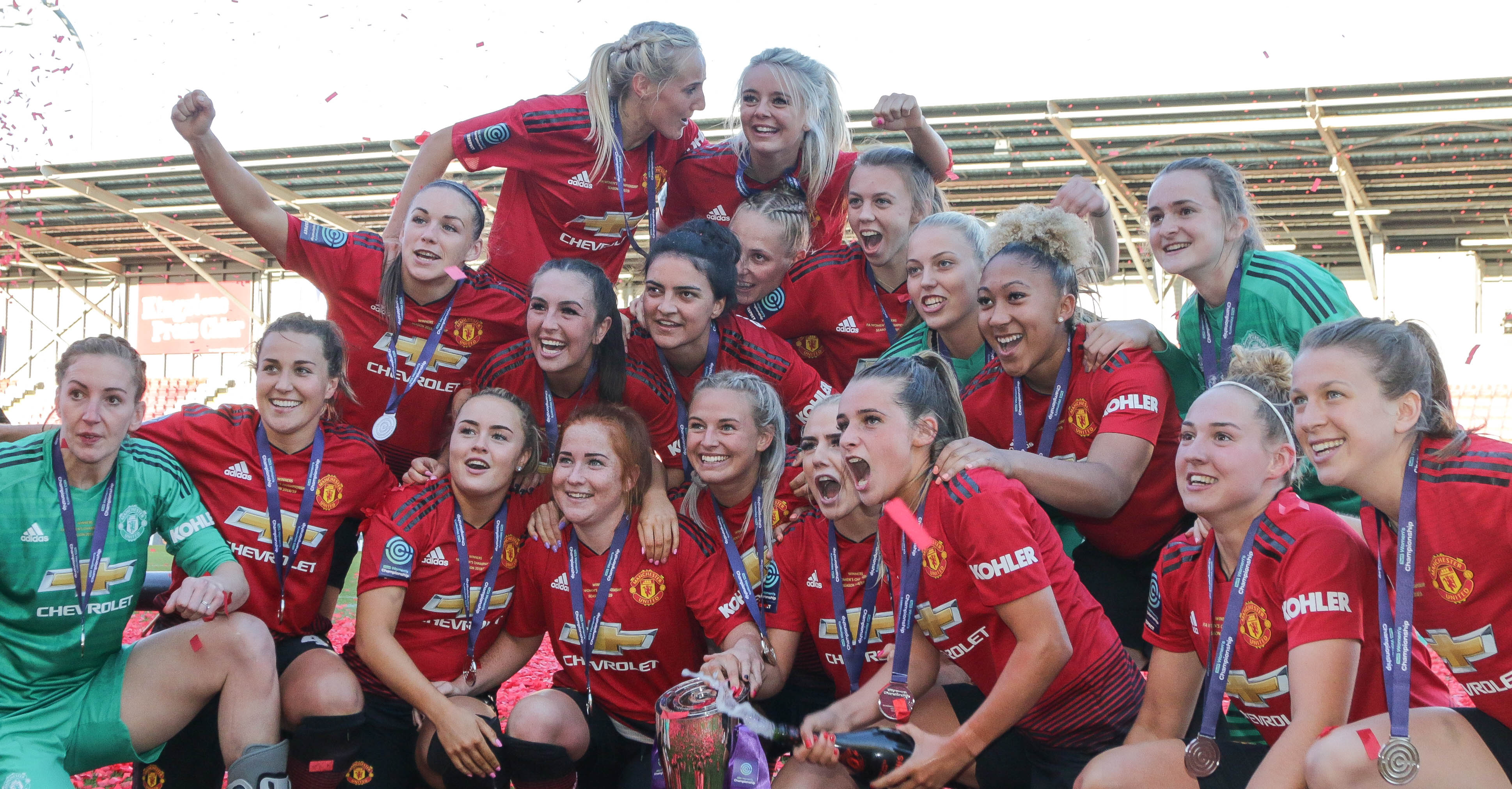
O Manchester United comemora a conquista do título do campeonato em sua temporada inaugural.

Em março de 2018, o Manchester United anunciou sua intenção de reintroduzir um time feminino de futebol. O Manchester United Women Football Club foi fundado em 28 de maio de 2018, após o clube ser aceito na recém-criada FA Women’s Championship 2018–19. Esse retorno marcou a volta do clube ao futebol feminino após treze anos, embora a academia do clube continuasse funcionando através da Manchester United Foundation, com jogadores como Izzy Christiansen e Katie Zelem sendo formadas na academia do clube.
Casey Stoney foi nomeada a primeira técnica do clube em 8 de junho, e o elenco inaugural de 21 jogadores foi anunciado pouco mais de um mês depois. 

O primeiro jogo do time foi em 19 de agosto de 2018, com uma vitória de 1–0 fora de casa contra o Liverpool na FA Women’s League Cup, onde Lizzie Arnot marcou o primeiro gol competitivo em treze anos. Três semanas depois, a estreia na Championship terminou com uma vitória de 12–0 contra o Aston Villa. Em 17 de abril de 2019, o United conquistou a promoção para a FA Women’s Super League após uma vitória de 5–0 contra o mesmo adversário. Três dias depois, conquistaram o título da FA Women’s Championship com uma vitória de 7–0 sobre o Crystal Palace. Em maio de 2019, o Manchester United foi nomeado Clube do Ano da FA Women’s Championship no FA Women’s Football Awards.
A temporada 2019–20 foi a estreia do time na FA WSL. O jogo de abertura da temporada foi um derby de Manchester no estádio City of Manchester, onde o Manchester City venceu por 1–0 diante de uma assistência recorde de 31.213 torcedores. A campanha de estreia da primeira divisão foi interrompida pela pandemia de COVID-19, e o time foi classificado em quarto lugar com base nos pontos por jogo. O último jogo foi uma vitória de 3–2 sobre o Everton em 23 de fevereiro de 2020, com Leah Galton marcando dois gols e Ella Toone um gol no primeiro jogo realizado no novo estádio Walton Hall Park do Everton. Na FA Cup, o Manchester United perdeu por 3–2 para o Manchester City na quarta rodada, a primeira vez que perdeu na primeira fase eliminatória de uma competição. No entanto, repetiram sua melhor classificação na League Cup ao chegar às semifinais pelo segundo ano consecutivo, perdendo por 1–0 para o eventual campeão Chelsea.
O Manchester United Women fez seu primeiro jogo em Old Trafford contra o West Ham United durante a pausa internacional masculina de março de 2021, vencendo por 2–0. Manchester United won the game 2–0.
Em 12 de maio de 2021, o Manchester United anunciou que Casey Stoney deixaria seu cargo de técnica no final da temporada. Em 29 de julho de 2021, Marc Skinner foi anunciado como o novo técnico com um contrato de dois anos, com a opção de mais um ano. Skinner confirmou em março de 2023 que a opção de extensão de 12 meses foi ativada, mantendo-o no clube até 2024. Mais tarde naquela temporada, a equipe alcançou a final de uma grande competição pela primeira vez, perdendo por 1–0 para o Chelsea na final da FA Women’s Cup 2023 no estádio de Wembley. Após terminar como vice-campeão da WSL, o time se qualificou para a UEFA Women’s Champions League pela primeira vez para a temporada 2023–24. O United foi sorteado contra o Paris Saint-Germain na segunda rodada de qualificação e empatou 1–1 em casa antes de uma derrota de 3–1 no segundo jogo, encerrando a estreia na competição europeia.
Em 12 de maio de 2024, o United derrotou o Tottenham Hotspur por 4–0 na final da FA Women’s Cup de 2024, conquistando seu primeiro título importante.

## Estádio

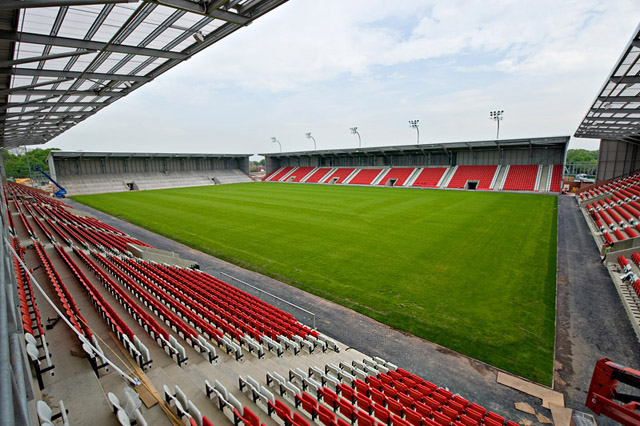
O Leigh Sports Village tem sido palco da maioria dos jogos em casa do clube.

Após a aceitação do clube na FA Women’s Championship 2018–19, foi revelado que a equipe feminina seria baseada em Broughton, Salford, no centro de treinamento The Cliff, sujeito à conclusão das obras de reforma.  Enquanto isso, o United jogaria suas partidas no Leigh Sports Village até que a reforma fosse concluída. No entanto, o estádio se tornou o campo oficial do clube, já que o retorno ao The Cliff nunca aconteceu. Moss Lane foi usado como um local alternativo nos primeiros anos do time, quando o Leigh Sports Village estava indisponível. Ewen Fields também foi utilizado como plano de contingência, hospedando o jogo do United na quinta rodada da FA Cup contra o London Bees em fevereiro de 2019. In March 2021, it was announced that the women's team would play their first ever game at Old Trafford later that month against West Ham United. Em março de 2021, foi anunciado que a equipe feminina jogaria pela primeira vez em Old Trafford ainda naquele mês, contra o West Ham. Em março de 2022, o time voltou a jogar em Old Trafford pela segunda vez e a primeira com a presença de torcedores, vencendo o Everton por 3–1 diante de um público recorde de 20.241 torcedores.

## Elenco

### Equipe Atual

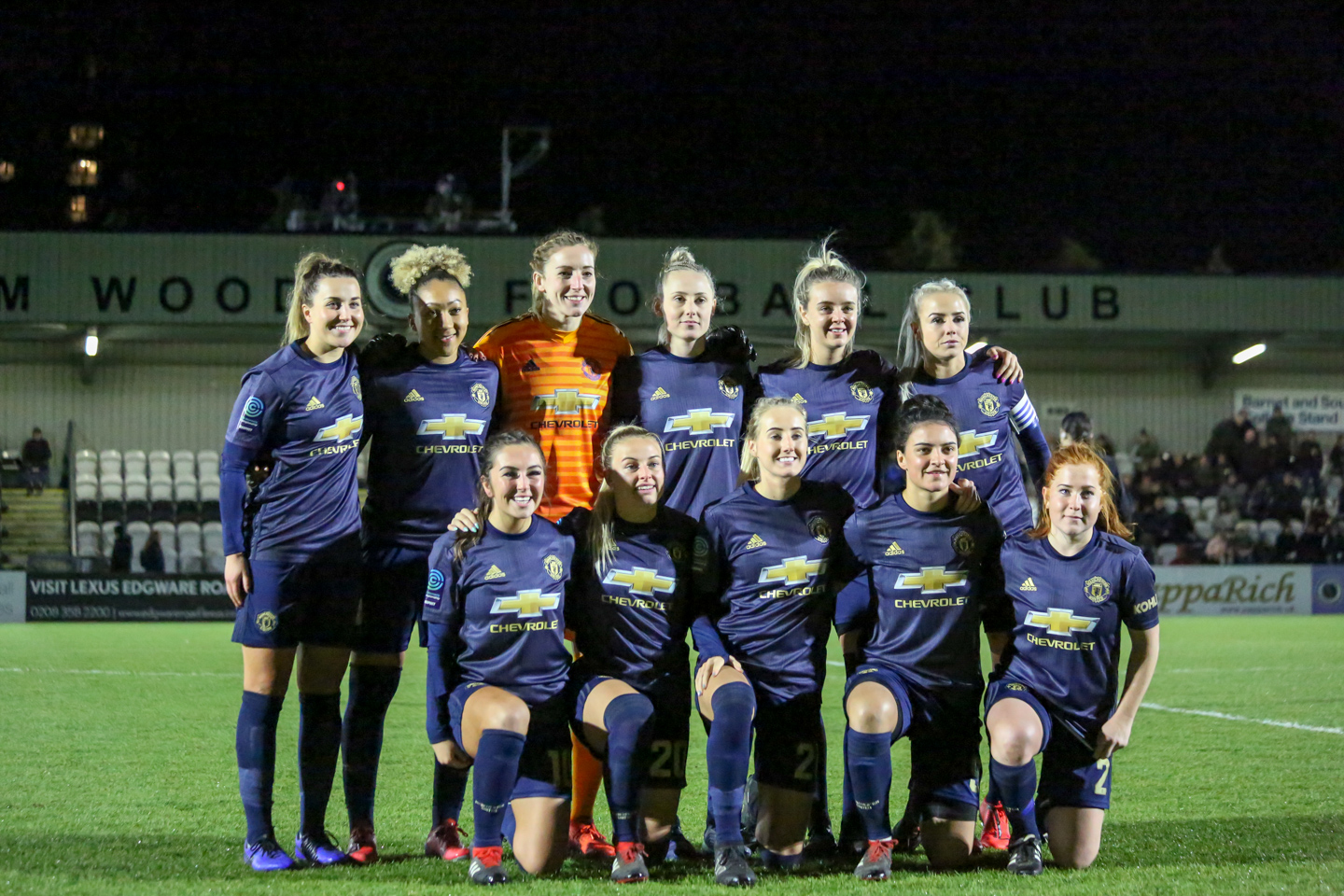
Manchester United em fevereiro de 2019, antes de uma partida contra o Arsenal.

- Atualizado até 12 de agosto de 2024[36]

Nota: Bandeiras indicam equipe nacional, conforme definido pelas regras de elegibilidade da FIFA. Os jogadores podem ter mais de uma nacionalidade não-FIFA.
| N.º |                      | Posição | Jogador           |
| --- | -------------------- | ------- | ----------------- |
| 2   | Suécia               | D       | Anna Sandberg     |
| 3   | Inglaterra           | D       | Gabby George      |
| 4   | Inglaterra           | D       | Maya Le Tissier   |
| 5   | República da Irlanda | D       | Aoife Mannion     |
| 6   | Inglaterra           | D       | Hannah Blundell   |
| 7   | Inglaterra           | M       | Ella Toone        |
| 8   | Inglaterra           | M       | Grace Clinton     |
| 9   | França               | A       | Melvine Malard    |
| 11  | Inglaterra           | M       | Leah Galton       |
| 12  | País de Gales        | M       | Hayley Ladd       |
| 14  | Canadá               | D       | Jayde Riviere     |
| 15  | País de Gales        | D       | Gemma Evans       |
| 16  | Noruega              | M       | Lisa Naalsund     |
| 17  | Países Baixos        | D       | Dominique Janssen |

| N.º |                | Posição | Jogador               |
| --- | -------------- | ------- | --------------------- |
| 19  | Noruega        | A       | Elisabeth Terland     |
| 20  | Japão          | M       | Hinata Miyazawa       |
| 21  | Inglaterra     | D       | Millie Turner         |
| 22  | Inglaterra     | A       | Nikita Parris         |
| 23  | Brasil         | A       | Geyse                 |
| 25  | Inglaterra     | D       | Evie Rabjohn          |
| 28  | Inglaterra     | A       | Rachel Williams       |
| 34  | Escócia        | M       | Emma Watson           |
| 36  | Inglaterra     | A       | Alyssa Aherne         |
| 36  | Inglaterra     | A       | Keira Barry           |
| 38  | Inglaterra     | D       | Jess Simpson          |
| 39  | País de Gales  | G       | Safia Middleton-Patel |
| 91  | Estados Unidos | G       | Phallon Tullis-Joyce  |
|     | Estados Unidos | M       | Sami Awujo            |

## Jogadora do Ano
| Temporada | Jogadora do Ano | Jogadora do Ano | Jogadora do Ano | Jogadora do Ano                                                                      | Jogadora do Ano | Jogadora do Ano das Jogadoras | Jogadora do Ano das Jogadoras | Jogadora do Ano das Jogadoras | Jogadora do Ano das Jogadoras | Jogadora do Ano das Jogadoras |
| Temporada | Nome            | Nacionalidade   | Posição         | Notas                                                                                | Ref.            | Nome                          | Nacionalidade                 | Posição                       | Notas                         | Ref.                          |
| --------- | --------------- | --------------- | --------------- | ------------------------------------------------------------------------------------ | --------------- | ----------------------------- | ----------------------------- | ----------------------------- | ----------------------------- | ----------------------------- |
| 2018–19   | Katie Zelem     | Inglaterra      | Meio-campo      | Primeira vencedora                                                                   | [ 37 ]          | —                             | —                             | —                             | —                             | —                             |
| 2019–20   | Hayley Ladd     | País de Gales   | Meio-campo      |                                                                                      | [ 38 ]          | —                             | —                             | —                             | —                             | —                             |
| 2020–21   | Ona Batlle      | Espanha         | Defensora       | Primeira não-britânica a vencer                                                      | [ 39 ]          | —                             | —                             | —                             | —                             | —                             |
| 2021–22   | Ella Toone      | Inglaterra      | Atacante        |                                                                                      | [ 40 ]          | Alessia Russo                 | Inglaterra                    | Atacante                      | Primeira vencedora            | [ 41 ]                        |
| 2022–23   | Alessia Russo   | Inglaterra      | Atacante        | Primeira a vencer ambos os prêmios                                                   | [ 42 ]          | Hannah Blundell               | Inglaterra                    | Defensora                     |                               | [ 43 ]                        |
| 2023–24   | Ella Toone      | Inglaterra      | Atacante        | Primeira a vencer duas vezes e primeira a ganhar ambos os prêmios na mesma temporada | [ 44 ]          | Maya Le Tissier               | Inglaterra                    | Defensora                     | Primeiras a dividir o prêmio  | [ 45 ]                        |
| 2023–24   | Ella Toone      | Inglaterra      | Atacante        | Primeira a vencer duas vezes e primeira a ganhar ambos os prêmios na mesma temporada | [ 44 ]          | Ella Toone                    | Inglaterra                    | Atacante                      | Primeiras a dividir o prêmio  | [ 45 ]                        |

## Reservas e Base
Apesar de não ter uma equipe feminina sênior por muitos anos, o Manchester United continuou a manter um clube regional de talentos femininos até o nível sub-16, de acordo com as regulamentações da FA. A fundação parceira do clube, The Manchester United Foundation, também trabalha com o treinamento de meninas de todas as idades na região de Grande Manchester. 
Antes da temporada 2019–20, o Manchester United entrou com uma equipe sub-21 na FA WSL Academy League pela primeira vez, sob a gestão de Charlotte Healy. A equipe de desenvolvimento do clube havia disputado a final da WSL Academy Cup contra o Arsenal na temporada anterior.